# إيفان إيفانوف (لاعب كرة قدم)
إيفان إيفانوف (بالبلغارية: Иван Василев Иванов)‏ مواليد 10 أبريل 1942 في بلغاريا - الوفاة 26 مايو 2006، كان لاعب كرة قدم بلغاري كان يلعب في مركز حراسة المرمى. سبق له أن لعب في كأس العالم لكرة القدم مع منتخب بلاده في مونديال عام 1962.

## المسيرة الاحترافية

### أندية لعب لها
- نادي تشيرنو مور فارنا[1]

## روابط خارجية
- إيفان إيفانوف على موقع الاتحاد الدولي (مؤرشف)  (الإنجليزية)
- إيفان إيفانوف على موقع ناشيونال فوتبول تيمز (الإنجليزية)
- إيفان إيفانوف على موقع عالم كرة القدم.نت (الإنجليزية)